# Граната Новицкого
Граната системы Новицкого (также известная под неофициальным наименованием "пятифунтовка") — ручная фугасная граната Российской империи.

## История
Граната была разработана штабс-капитаном Новицким перед началом Первой мировой войны и предназначалась для разрушения проволочных заграждений и иных препятствий и укреплений. 19 августа 1914 года чертеж, описание и условия производства гранаты были одобрены Техническим комитетом ГВТУ. 
В 1916 году граната была усовершенствована прапорщиком Фёдоровым, в её конструкцию были внесены некоторые изменения: были увеличены размеры железного корпуса, деревянная рукоятка заменена железной трубчатой длиной 213,5 мм, упрощен спусковой механизм (взведенный ударник удерживался рычагом с кнопкой, запертым чекой). Для переноски к рукоятке крепилась проволочная дужка. Капсюль-детонатор был унифицирован с гранатой Рдултовского обр.1914 г.
В ходе гражданской войны основные запасы гранат Новицкого были израсходованы, однако они применялись и в советско-польской войне. Так, в мае 1920 года 43-й стрелковый полк 5-й стрелковой дивизии РККА под командованием В. И. Чуйкова получил из складских запасов сотню гранат Новицкого, которые использовали в бою против Новогрудского полка польской армии в 3-5 км восточнее города Лепель.

## Описание
Граната состояла из цилиндрического жестяного корпуса с разрывным зарядом (1,64 кг пироксилина с детонатором) и деревянной рукоятки, в которой размещались ударник с цилиндрической пружиной и дистанционная трубка.
Длина корпуса гранаты была 135 мм, а длина ручки - 213,5 мм. Общий вес гранаты составлял 2,25 кг.
Масса гранаты ограничивала дальность её броска и затрудняла её использование в общевойсковом бою на открытой местности, однако они могли эффективно применяться в траншеях.

## Варианты и модификации
- Граната Новицкого - первый вариант образца 1914 года
- Граната Новицкого - Фёдорова - вариант 1916 года.

## Страны-эксплуатанты
- Российская империя[2]
- СССР[1]